# Diego Bardanca
Diego Bardanca Flórez (León, 20 de marzo de 1993), más conocido como Diego Bardanca, es un futbolista español, con nacionalidad filipina, que juega en la demarcación de defensa para el Kitchee S. C. de la Liga Premier de Hong Kong.

## Trayectoria
Nacido en León, se formó en la cantera del F. C. Puente Castro, conjunto en el que militó hasta la categoría de infantil y en 2007 firmaba por el Deportivo de la Coruña por cuatro temporadas, siendo cadete, en el que estuvo hasta 2011, cuando firmó con el Real Valladolid C. F. con el que llegó a jugar en su equipo filial durante dos temporadas. En 2013 recaló en el Atlético Onubense que era filial del Recreativo de Huelva.
Más tarde jugó en varios equipos de la Segunda División B como Club Deportivo Eldense, Atlético Levante Unión Deportiva y Real Jaén C. F.
En 2017 se marchó a Finlandia para jugar en las filas del SJK Seinäjoki dirigido por el español José Manuel Roca Cases con el que llegó a jugar la final de la Copa de Finlandia. En 2018 regresó a España para jugar con la U. D. Ibiza en la Tercera División, perdiendo una final por el ascenso a Segunda B. Durante la temporada 2018-19 jugó en las filas de la Gimnástica de Torrelavega.
Nuevamente se marchó de España para ir a jugar a Polonia con el Bytovia Bytow de la Liga II que acabó descendiendo a Tercera. En julio de 2019 firmó con el F. K. Indija de la Superliga de Serbia. Allí estuvo unos meses y en febrero de 2020 firmó con el N. D. Gorica de la Segunda Liga de Eslovenia. En agosto lograron el ascenso de categoría; tras concluir la primera fase del campeonato en la segunda posición de la tabla clasificatoria se enfrentó al conjunto del Triglav, con el que igualó en el primer partido (1-1), para ganarle en la vuelta por un marcador de 5-0. Eso le permitió jugar la temporada 2020-21 en la Primera Liga de Eslovenia.
El 27 de enero de 2021 firmó por el Lokomotiv Tashkent de la Liga de fútbol de Uzbekistán. Tras media temporada en el país asiático regresó a Polonia para jugar en el Puszcza Niepołomice, donde estuvo hasta el mes de noviembre.
El 10 de marzo de 2022 firmó por el Buriram United Football Club de Tailandia. A finales de ese mismo año fue cedido al Chonburi F. C., equipo que ocupaba la segunda posición en la Liga de Tailandia y era el principal rival en la pelea por el liderato del club propiedad de sus derechos.
El 11 de junio de 2023 fue fichado por el Persis Solo de Indonesia. Estuvo una temporada y la siguiente se marchó a descubrir un nuevo país, Hong Kong, al incorporarse al Kitchee S. C.

## Selección nacional
Fue convocado en marzo de 2019 por Filipinas para una concentración de una semana.

## Clubes
| Club                      | País       | Año       |
| ------------------------- | ---------- | --------- |
| Real Valladolid C. F. "B" | España     | 2012-2013 |
| Atlético Onubense         | España     | 2013-2014 |
| C. D. Eldense             | España     | 2014-2015 |
| Atlético Levante U. D.    | España     | 2015-2016 |
| Real Jaén C. F.           | España     | 2016-2017 |
| SJK Seinäjoki             | Finlandia  | 2017-2018 |
| U. D. Ibiza               | España     | 2018      |
| Gimnástica de Torrelavega | España     | 2018-2019 |
| Bytovia Bytow             | Polonia    | 2019      |
| F. K. Indija              | Serbia     | 2019-2020 |
| N. D. Gorica              | Eslovenia  | 2020      |
| Lokomotiv Tashkent        | Uzbekistán | 2021      |
| Puszcza Niepołomice       | Polonia    | 2021      |
| Buriram United F. C.      | Tailandia  | 2022      |
| Chonburi F. C. (cedido)   | Tailandia  | 2022-2023 |
| Persis Solo               | Indonesia  | 2023-2024 |
| Kitchee S. C.             | Hong Kong  | 2024-     |